# Sanctuaire Sainte-Thérèse de Juneau
Le sanctuaire Sainte-Thérèse est une église située à Juneau en Alaska, que l’Église catholique rattache à l’archidiocèse d’Anchorage-Juneau. La Conférence des évêques catholiques des États-Unis l’a déclaré sanctuaire national en 2016,. Le sanctuaire est dédié à sainte Thérèse de Lisieux.

## Historique
Le sanctuaire est projeté dans le second quart du XXe siècle par le frère jésuite William G. LeVasseur, qui faisait retraite en Alaska. Il contacte le vicaire apostolique d’Alaska, Joseph R. Crimont, qui propose la dédication à sainte Thérèse de Lisieux.
Le terrain est réservé en 1932, et aménagé dans les années suivantes ; les travaux sur la chapelle commencent eux en 1937, avec la pose de la première pierre l’année suivante, le 30 octobre. La première messe est célébrée le 28 octobre 1941.
Le 13 septembre 2016, la Conférence des évêques catholiques des États-Unis déclare l’église sanctuaire national (rétroactivement au 1er octobre).